# Bengaluru
Bengaluru (wym. [ˈbeŋgɐɭuːɾu], hindi बेंगलूरु, trb.: Bengaluru, trl.: Beṁgalūru; kannada ಬೆಂಗಳೂರು, ang. Bangalore) – aglomeracja w południowych Indiach przekraczająca 10 milionów mieszkańców. Znany ośrodek IT.

## Geografia
Położenie miasta na płaskowyżu Dekan (950 m n.p.m.) chroni je przed zbyt wysokimi temperaturami, a leży ono w strefie tropikalnego klimatu sawann (klasyfikacja Köppena – Aw). Miasto znajduje się czterysta km na zachód od Ćennaju (Madrasu).

## Nazewnictwo
1 listopada 2006 r. władze stanu Karnataka podjęły decyzję o zmianie nazwy miasta z angielskiej Bangalore na nazwę w języku kannada – Bengaḷūru.

## Historia
Założone w 1537, należało do sułtanatu Bijapuru. W 1686 zdobył je mogolski cesarz Aurangzeb. W 1687 zostało sprzedane Majsurowi. W latach 1759–1763 było stolicą sułtanów Hydera Alego i jego syna Tipu. W 1791 weszło pod panowanie Brytyjczyków, którzy w 1881 zwrócili je pod rządy radży. Po wyzwoleniu w 1947 stało się częścią Indii.

## Zabytki
Zabytki głównie wiążą się z dynastią założycieli Bengaluru Gowdami, panowaniem wojujących z Brytyjczykami Hydera Alego i jego syna Tipu Sultana, nazywanego Tygrysem z Majsuru i ostatnią dynastia Bengaluru Wodejarami.
Miasto nazywane było miastem ogrodem, szczególnie ze względu na sławne parki Lal Bagh i Park Cubbona. Trzecim znanym parkiem w mieście jest Kensington Gardens.

## Gospodarka
Bengaluru nazywane jest indyjską Doliną Krzemową. Swoją siedzibę mają tam między innymi Indian Institute of Science, Infosys i Indyjska Organizacja Badań Kosmicznych. Wiele korporacji transnarodowych ma tutaj swoje oddziały (m.in. Sun Microsystems, IBM, Motorola, Oracle, Philips, Samsung Electronics, Cisco, Texas Instruments, Intel, AMD, HP, Google, Nokia Networks, VMware – posiada centrum rozwojowe, w którym powstała m.in. usługa Google Finance).

## Transport
W mieście znajduje się stacja kolejowa Bangalore City oraz port lotniczy Bengaluru.

## Szkolnictwo wyższe
- Bangalore University (od 1964)
- Indian Institute of Science (zał. w 1909) – najlepsza uczelnia w kraju[6][7]
- International Institute of Information Technology, Bangalore (IIIT-B)
- Jawaharlal Nehru Centre for Advanced Scientific Research (JNCASR)
- National Institute of Mental Health and Neuro Sciences (NIMHANS)
- National Law School of India University (NLSIU) (zał. w 1987)

## Miasta partnerskie
- Chengdu[8]
- Cleveland[9]
- San Francisco[10]